# Trochopsammia togata
Trochopsammia togata är en korallart som först beskrevs av van der Horst 1927.  Trochopsammia togata ingår i släktet Trochopsammia och familjen Dendrophylliidae. Inga underarter finns listade i Catalogue of Life.